# Dolavon
Dolavon is een plaats in het Argentijnse bestuurlijke gebied Gaiman in de provincie Chubut. De plaats telt 2.929 inwoners.